# Suriname aux Jeux mondiaux de 2025
Le Suriname participe pour aux Jeux mondiaux pour la  2e fois en 2025.
Lors de ces Jeux le Suriname est représenté par 14 athlètes, 7 hommes et 7 femmes, tous issus de l'Équipe du Suriname de korfbal. Avec au total 3 victoires et 2 défaites le Suriname termine à la 5e place du tournoi de korfbal en battant l'Allemagne au match pour la 5e place sur le score de 16 à 14.

## Résultats

### Korfbal
| Épreuve        | Phase de groupe   | Phase de groupe  | Phase de groupe  | Phase de groupe | Demi-finale 5-8  | Match pour la 5e place | Rang |
| Épreuve        | Adversaire Score  | Adversaire Score | Adversaire Score | Rang            | Adversaire Score | Adversaire Score       | Rang |
| -------------- | ----------------- | ---------------- | ---------------- | --------------- | ---------------- | ---------------------- | ---- |
| Tournoi indoor | Allemagne V 14-15 | Tchéquie D 19-16 | Belgique D 11-15 | 3e              | Chine V 12-19    | Allemagne V 14-16      | 5e   |